# The Flying Burrito Brothers
The Flying Burrito Brothers fue un grupo estadounidense de country rock formado en Los Ángeles, California en 1968, conocido sobre todo por su influyente álbum de debut de 1969, The Gilded Palace of Sin. Aunque el grupo se relaciona a menudo con las leyendas del rock Gram Parsons y Chris Hillman, a lo largo de los años se produjeron muchos cambios en la formación.

## Historia
The Flying Burrito Brothers tomaron prestado su nombre de los originales Flying Burrito Brothers, que estaban formados por el bajista Ian Dunlop, el batería Mickey Gauvin, y los compañeros de Parsons del grupo de Boston, International Submarine Band. En 1968, la formación original se trasladó de Los Ángeles a Nueva York para hacer música sin las distracciones propias de la industria musical. Desde Nueva York, pasaron a realizar una gira por la zona Noreste de los Estados Unidos, tocando su ecléctica versión del rock, usando el nombre “The Flying Burrito Brothers East”, después de que la formación liderada por Parsons se hiciese famosa.

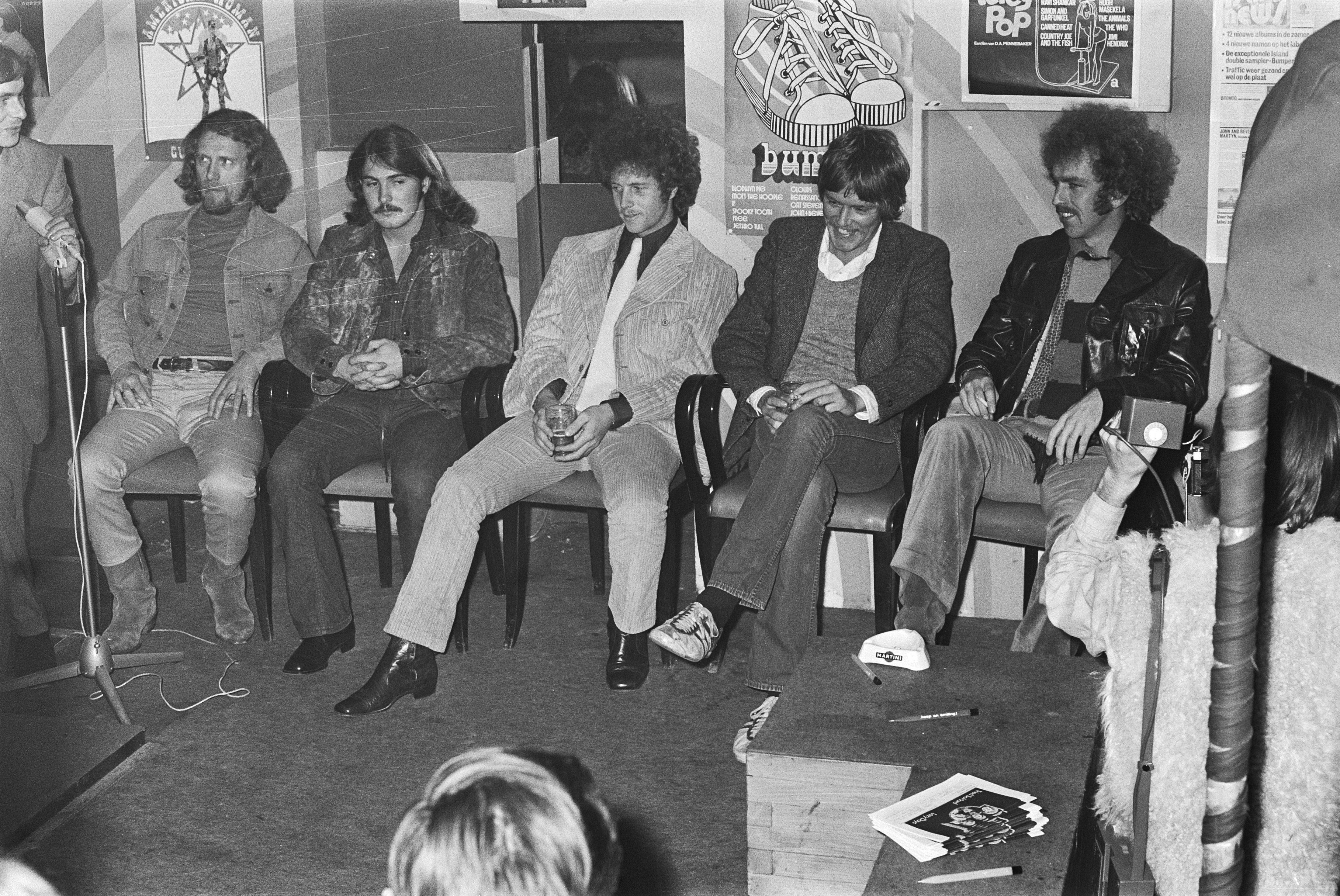
The Flying Burrito Brothers en Ámsterdam, 1970

Mientras tanto, en la costa Oeste, Parsons y el músico Chris Hillman pensaron que este mismo nombre les serviría perfectamente para el grupo en el que habían estado soñando desde 1968, cuando, como miembros de The Byrds, habían creado uno de los primeros álbumes de rock de orientación country, Sweetheart of the Rodeo. Se sumergieron en su proyecto en su casa del Valle de San Fernando, apodada “Burrito Manor”, llegando incluso a sustituir su vestuario por unos trajes de country-Western hechos a medida. En este punto, el grupo también incluía al pianista/bajista Chris Ethridge, el batería Michael Clarke (de The Byrds), y al guitarrista de pedal steel Sneaky Pete Kleinow.
The Flying Burrito Brothers grabaron su álbum debut, The Gilded Palace of Sin (con originales de Parsons, Hillman y Ethridge y versiones de dos canciones del dúo de compositores Dan Penn y Chips Moman), sin un baterista habitual. Aclamado por la crítica tras su lanzamiento (a partir de elogios de Stanley Booth en Rolling Stone y los comentarios positivos de Bob Dylan en la prensa) por su fusión pionera de country, soul y rock psicodélico, The Gilded Palace of Sin solo logró alcanzar su punto máximo en el puesto 164 en Billboard. Ese mismo año, la banda rechazó una invitación para actuar en el Festival de Woodstock.
La banda se disolvió por primera vez cuando Hillman y Perkins se unieron a Manassas de Stephen Stills. Gram Parsons murió el 19 de septiembre de 1973 y la banda se ha reunido y disuelto con miembros diferentes. La alineación actual no cuenta con miembros originales.

## Miembros
«Era clásica»
- Gram Parsons - guitarra, piano, voz (1968-1970)
- Chris Hillman - guitarra, bajo, voz (1968-1971)
- "Sneaky" Pete Kleinow - pedal steel guitar (1968-1971, 1973, 1974-1981, 1984-1997)
- Chris Ethridge - bajo (1968-1969, 1974-1976, 1993)
- Eddie Hoh - batería (1968)
- Jon Corneal - batería (1968-1969)
- Michael Clarke - batería (1969-1971)
- Bernie Leadon - guitarra, banjo, voz (1969-1971)
- Rick Roberts - guitarra, voz (1970-1973)

## Discografía

### Álbumes de estudio
- The Gilded Palace of Sin (1969)
- Burrito Deluxe (1970)
- The Flying Burrito Brothers (1971)
- Flying Again (1975)
- Airborne (1976)
- Flyin' High featuring Gib Guilbean (1978)
- Hearts on the Line (1981)
- Sunset Sundown (1982)
- Eye of a Hurricane (1994)
- California Jukebox (1997)
- Honky Tonkin' aka Sons of the Golden West (1999)

### Álbumes en directo
- Last of the Red Hot Burritos (1973)
- Sin City (1976)
- Flying Burrito Brothers '76 (1976)
- From Another Time (1976)
- Close Encounters to the West Coast (1978)
- Live from Tokyo (1979)
- Hollywood Nights 1979-82 (1983)
- Cabin Fever (1985)
- Live from Europe (1986)
- Gram Parsons Archives Vol.1: Live at the Avalon Ballroom 1969 (2007)

### Recopilaciones
- Close Up the Honky Tonks (1974)
- Sleepless Nights (1976)
- Farther Along: The Best of the Flying Burrito Brothers (A&M) (1988)
- Best of the Flying Burrito Brothers (Relix Records) (1995)
- Hot Burritos! The Flying Burrito Brothers Anthology 1969-1972 (2000)
- Sin City: The Very Best of the Flying Burrito Brothers (2002)